# Ángel Dior
Ángel Rosario (Santo Domingo, República Dominicana, 2003), conocido profesionalmente como Ángel Dior, es un rapero dominicano.Fue galardonado en los Premios Heat y Premios Juventud. Su género es principalmente definido como dembow, aunque también incluye otros ritmos urbanos latinos en su música. Ha colaborado con Rauw Alejandro, Karol G, 6ix9ine, El Alfa, Chimbala y Bad Bunny.

## Carrera musical
En septiembre de 2022 debutó con el sencillo soltero « A I O », obtuvo más de 40millones de reproducciones en la plataforma digital YouTube, la cantante española Rosalía y la rapera americana Cardi B, incluyeron «A I O» en su presentación durante desfile de Louis Vuitton, y presentación del MTV Music, fue cantada junto a Bad Bunny y Rosario en el Estadio Olímpico Félix Sánchez. En octubre del mismo año estrenó el sencillo debut  «Piropi» donde el audiovisual obtuvo más de 38 millones de vistas en YouTube.
En 2023, Rosario participó en el cuarto álbum de estudio Mañana Será Bonito de la cantante colombiana Karol G, en la canción OJOS FERRARI , en colaboración con el cantante estadounidense Justin Quiles.
En febrero de 2023 Rosario en colaboración con el cantante puertorriqueño Rauw Alejandro estrenaron «TAMO EN NOTA», audiovisual obtuvo más de 29 millones de vistas en YouTube. En abril de 2023, participó en la canción '' WAPAE '' en colaboración con 6ix9ine, Lenier y Bulin 47.
En 2023 Rosario obtuvo nominaciones en Premios Juventud en las categorías: Mejor Canción Dembow, Mejor Colaboración Dembow.  En ese mismo año fue nominado en los Heat Latin Music Awards, en la categoría Promesa Musical. 

## Vida personal
Ángel Rosario nació en el barrio Villa María, Santo Domingo, en el año 2003. Antes de dedicarse a la música, fue vendedor ambulante de chocolates en su comunidad.

## Premios
| Año  | Premios                  | Categoría                       | Resultados |
| ---- | ------------------------ | ------------------------------- | ---------- |
| 2023 | Premios Heat             | Mejor Artista Urbano Dominicano | Ganador    |
| 2023 | Premios Heat             | Promesa Musical                 | Nominado   |
| 2023 | Premios Tú Musica Urbano | Top Artista Dembow              | Nominado   |
| 2023 | Premios Tú Musica Urbano | Top Canción Dembow              | Nominado   |
| 2023 | Premios Soberano         | Revelación del año              | Nominado   |
| 2023 | Premios Juventud         | Mejor Colaboración Dembow       | Nominado   |
| 2023 | Premios Juventud         | Mejor Colaboración Dembow       | Nominado   |
| 2023 | Premios Juventud         | Mejor Canción Dembow            | Nominado   |

## Discografía

#### Sencillos
- CALENTON
- PA QUE TE MARE
- 2022: Millonario
- La Wa Choca
- No Me Pregunte
- Velocidad
- Romo y Pepa
- Piropi
- AIO
- Malabu
- Lyngilonlaya
- Mi Mujer
- Lokisla
- AMANECIO
- Perrita
- Mi Mala
- Hoy
- Tatuaje
- Ur Gangsta (ft. Javvi Elias)